# Dufouria canescens
Dufouria canescens är en tvåvingeart som beskrevs av Herting 1981. Dufouria canescens ingår i släktet Dufouria och familjen parasitflugor.
Artens utbredningsområde är Ungern. Inga underarter finns listade i Catalogue of Life.